# Korp (hacka)
Korphacka kanske